# Charles Tickner
Charles Frederick Tickner (Lafayette, 13 novembre 1953) è un ex pattinatore artistico su ghiaccio statunitense, specializzato nel singolo.

## Palmarès
| Internazionali            | Internazionali | Internazionali | Internazionali | Internazionali | Internazionali | Internazionali | Internazionali | Internazionali | Internazionali | Internazionali | Internazionali |
| Evento                    | 1969–70        | 1970–71        | 1971–72        | 1972–73        | 1973–74        | 1974–75        | 1975–76        | 1976–77        | 1977–78        | 1978–79        | 1979–80        |
| ------------------------- | -------------- | -------------- | -------------- | -------------- | -------------- | -------------- | -------------- | -------------- | -------------- | -------------- | -------------- |
| Giochi olimpici invernali |                |                |                |                |                |                |                |                |                |                | 3°             |
| Campionati mondiali       |                |                |                |                |                |                |                | 5°             | 1°             | 4°             | 3°             |
| Skate Canada              |                |                |                |                |                | 3°             |                |                | 2°             | 2°             |                |
| Nebelhorn Trophy          |                |                |                |                | 2°             |                |                |                |                |                |                |
| Prague Skate              |                |                |                |                |                |                | 1°             |                |                |                |                |
| St. Gervais International |                |                |                |                | 1°             |                |                |                |                |                |                |
| Nazionali                 |                |                |                |                |                |                |                |                |                |                |                |
| Campionati statunitensi   | 7° J           | 10°            |                |                | 3°             | 3°             | 4°             | 1°             | 1°             | 1°             | 1°             |
| J = Junior                |                |                |                |                |                |                |                |                |                |                |                |